# La Gazette de Berlin
La Gazette de Berlín es el periódico francés publicado en Alemania. El mensual ha sido fundado en el 2006 (1 de junio) por Régis Présent-Griot y su oficina se ubica en Prenzlauerberg, Berlín.
El periódico de idioma francés tiene audiencia de 400.000 francófonos en toda Alemania. También lleva dos páginas en alemán.
La Gazette de Berlín se distribuye y se vende en los quioscos de Berlín, Hamburgo, Múnich, Fráncfort, Colonia, Düsseldorf y Bonn y otras ciudades en toda Alemania.